# Cap de l'Horta (barri d'Alacant)
|  | Aquest article tracta sobre el barri alacantí. Si cerqueu l'accident geogràfic, vegeu «Cap de l'Horta». |

El Cap de l'Horta és un barri d'Alacant que rep el nom de l'accident geogràfic on es troba. Limita amb la Platja Sant Joan, l'Albufereta i la mar Mediterrània. Té una població de 14.950 habitants i el seu codi postal és el 03540. Aquest cap també es coneixia amb el nom de «cap de l'Alcodra», per això la torre de base redona que hi havia on actualment hi ha una farola s'anomenava «torre del Cap de l'Alcodra».

## Descripció
És un barri de molta extensió i amb un origen turístic, ja que les primeres construccions van ser segones residències per a la gent de fora encara que des dels 90 ha anat transformant-se en un barri residencial. Les construccions són urbanitzacions bé d'apartaments, bé de xalets adossats o parcel·les individuals amb xalets, per la qual cosa és considerat el barri més luxós de la capital alacantina, si exceptuem zones del centre, com l'avinguda de Maisonnave.
El seu eix principal és l'avinguda de la Costa Blanca i els seus carrers estan retolats amb noms d'arreus de pesca, aus marines, peixos i països. Al Cap de l'Horta (o l'Alcodre) hi ha un centre de salut al carrer de l'Arpó, les escoles públiques «Voramar», també en aquest mateix carrer, i el col·legi «el Faro». Quant als instituts, n'hi ha dos: l'IES «Cap de l'Horta» a l'avinguda de la Costablanca i el nou institut (i col·legi) IES «Ràdio Exterior», on a les seues instal·lacions també es troba el col·legi «Mediterráneo». A poc a poc, el nombre d'establiments comercials va en augment, gràcies, sobretot, a la nova zona de l'avinguda de l'Historiador Vicente Ramos, amb l'obertura del centre comercial «Torregolf» i a una sèrie d'establiments en els baixos dels nous edificis. També cal destacar el centre comercial "Venecia", amb més de 50 tendes. Al seu costat es troba el centre social del barri, on es realitzen les principals activitats culturals del barri i per a la gent major. Al seu interior també es troba la biblioteca pública.
L'única foguera del barri és Avinguda Costa Blanca-Entreplatges que va ser fundada l'any 1991 i va aconseguir una Dama del Foc el 1995, a més d'una Bellea del Foc infantil el 2001.

## Platges del barri
- Cala de la Palmera
- Cala de Cantalars
- Cala dels Jueus